# Stijn D’Hulst
Stijn D’Hulst (* 24. April 1991 in Kortrijk) ist ein belgischer Volleyballspieler.

## Karriere
D’Hulst begann seine Karriere beim heimischen Volley-Team Kortrijk. Anschließend spielte er beim ebenfalls in Kortrijk beheimateten VT Marke-Webis. Von dort wechselte der Zuspieler, dessen Vater ebenfalls Volleyballspieler war, nach Vilvoorde. In der Saison 2009/10 gehörte er zum Vlaams Beloftenteam. Danach wechselte er zum Erstligisten Knack Roeselare. Gleich in der ersten Saison 2010/11 gewann er den nationalen Pokal. Außerdem spielte er mit dem Verein in der Champions League. 2011/12 nahm Roeselare am CEV-Pokal teil. In der Saison 2012/13 gewann D’Hulst mit Roeselare das Double aus Meisterschaft und Pokal, während die Champions League nach der Vorrunde beendet war. Im folgenden Jahr gelang die Titelverteidigung in der Meisterschaft und der Einzug in die erste Playoff-Runde der Champions League. 2015 wurde D’Hulst mit Roeselare zum dritten Mal in Folge belgischer Meister und 2016 gab es das nächste Double. In der Champions League mussten sich die Belgier 2014/15 und 2015/16 jeweils nach der Vorrunde geschlagen geben. D’Hulst spielte mit der belgischen Nationalmannschaft in der Volleyball-Weltliga 2016. In der Saison 2016/17 verteidigte Roeselare mit D’Hulst beide nationalen Titel und kam unter die besten zwölf Teams der Champions League. Mit Belgien nahm er wieder an der Weltliga teil und verpasste knapp die Finalrunde. Anschließend wurde er vom deutschen Bundesligisten SWD Powervolleys Düren verpflichtet. In der Saison 2017/18 kam er mit Düren ins Achtelfinale des CEV-Pokals, musste sich aber im Playoff-Viertelfinale der Bundesliga geschlagen geben. Danach verließ d’Hulst den Verein wieder.